# Poliobotys ablactalis
Poliobotys ablactalis is een vlinder uit de familie van de grasmotten (Crambidae), uit de onderfamilie van de Spilomelinae. De wetenschappelijke naam van deze soort is voor het eerst voorgesteld als Botys ablactalis door Francis Walker in een publicatie uit 1859.
De spanwijdte is ongeveer 3 centimeter.

## Verspreiding
De soort komt voor in:
- het Afrotropisch gebied (Gambia, Mali, Liberia, Ivoorkust, Kameroen, Congo-Kinshasa, Oeganda, Kenia, Angola, Zambia, Mozambique, Zimbabwe, Zuid-Afrika, Seychellen, Madagaskar, Réunion),
- het Oriëntaals gebied (India[2], Sri Lanka, Andamanen[3], Bhutan[3][4], Bangladesh[4], China[4], Indonesia (Borneo, Java, Sulawesi),
- het Australaziatisch gebied (Papoea-Nieuw-Guinea[4], Australië).

## Waardplanten
- Bignoniaceae
  - Kigelia aethiopica
  - Spathodea campanulata
  - Tecoma sp.
- Brassicaceae
  - Brassica sp.
- Buddlejaceae
  - Buddleja sp.